# Sân bay quốc tế Sheremetyevo
Sân bay quốc tế Sheremetyevo (tiếng Nga: Шереме́тьево) (IATA: SVO, ICAO: UUEE), là một sân bay quốc tế phục vụ Moskva, Nga. Đây là trung tâm vận chuyển hành khách của hãng hàng không quốc tế Nga Aeroflot. Moskva có các sân bay: Sân bay quốc tế Domodedovo là sân bay hàng đầu tính về lưu lượng máy bay hoạt động và lượng khách phục vụ, Sân bay Sheremetyevo xếp thứ nhì, với Vnukovo xếp hàng thứ 3. Mã IATA cho sân bay Sheremetyevo, Domodedovo và Vnukovo là MOW.
Sheremetyevo được mở cửa ngày 11/8/1959; chuyến bay quốc tế đầu tiên là vào ngày 1/6/1960 đến Berlin (Sân bay Schönefeld). Sheremetyevo-1 (được sử dụng cho các tuyến nội địa) được mở cửa vào ngày 3/11/1964. Ngày 12 tháng 9 năm 1967, chuyến bay hành khách theo lịch trình đầu tiên của Tupolev Tu-134 đã xuất phát từ Sheremetyevo (đến Stockholm), tiếp theo là chuyến bay theo lịch trình đầu tiên của Ilyushin Il-62 (đi Montreal) ngày 15 tháng 9.
Sheremetyevo-2 là cửa ngõ cho phần lớn du khách nước ngoài được mở cửa ngày 1/1/1980 để phục vụ cho Olympics Moskva.
Sheremetyevo-2 là nhà ga rộng hơn trong hai nhà ga và là điểm đi và đến cho các chuyến quốc tế. Các chuyến bay đến các thành phố Nga và các chuyến thuê bay xuất phát từ Sheremetyevo-1. Không có kết nối đường sá giữa 2 nhà ga, thực ra chúng là 2 sân bay riêng sử dụng chung khu đường băng. Kiểu cấu trúc này trên thế giới thì hơi khác thường. Sân bay Perth ở Tây Australia là một thí dụ khác về kiểu bố trí này. Năm 2005, sân bay này phục vụ 12 triệu khách, chiếm 1/4 lượng hành khách hàng không ở Nga, chiếm 60% hành quốc tế đến Nga.
Hai đường cất hạ cánh của sân bay đang được nâng cấp, bao gồm mở rộng và rải lại bề mặt. Chính quyền thành phố Moskva đã giành đất để xây dựng một đường băng thứ 3 sau này.

## Hãng hàng không và các điểm đến

### Hành khách
| Hãng hàng không          | Các điểm đến |
| ------------------------ | --- |
| Adria Airways            | Ljubljana |
| Aeroflot                 | Abakan, Aktau, Aktobe, Alicante, Almaty, Amsterdam, Anapa, Antalya, Arkhangelsk, Astana, Astrakhan, Athens, Atyrau, Baku, Bangkok–Suvarnabhumi, Barcelona, Barnaul, Berlin–Schönefeld, Thủ đô-Bắc Kinh, Beirut, Belgorod, Belgrade, Bishkek, Bologna, Brussels, Budapest, Bucharest, Burgas (bắt đầu từ ngày 3 tháng 7 năm 2018), Cairo, Copenhagen, Chelyabinsk, Chișinău, Delhi, Dresden, Quốc tế-Dubai, Düsseldorf, Frankfurt, Genève, Quảng Châu, Hamburg, Hà Nội, Hanover, Havana, Helsinki, thành phố Hồ Chí Minh, Cần Thơ, Hồng Kông, Atatürk–Istanbul, Irkutsk, Kaliningrad, Karagandy, Kazan, Khanty–Mansiysk, Kemerovo, Khabarovsk, Kostanay, Krasnodar, Krasnoyarsk–Yemelyanovo, Larnaca, Lisbon, London–Heathrow, Los Angeles, Lyon, Madrid, Magadan, Magnitogorsk, Malé, Málaga, Miami, Milan–Malpensa, Mineralnye Vody, Minsk, Munich, Murmansk, Naples (bắt đầu từ ngày 1 tháng 7, 2018), New York–JFK, Nice, Nizhnekamsk, Nizhnevartovsk, Nizhny Novgorod, Novokuznetsk, Novosibirsk, Novy Urengoy, Omsk, Orenburg, Oslo–Gardermoen, Paris–Charles de Gaulle, Perm, Petropavlovsk–Kamchatsky, Phuket, Prague, Riga, Rome–Fiumicino, Platov-Rostov trên sông Đông, Saint Petersburg, Salekhard, Samara, Saransk, Saratov, Samarkand, Seoul–Incheon, Phố Đông-Thượng Hải, Shymkent, Simferopol, Sochi, Sofia, Stockholm–Arlanda, Stuttgart, Surgut, Syktyvkar, Tallinn, Tashkent, Tbilisi, Tehran–Imam Khomeini, Tel Aviv–Ben Gurion, Tenerife–South, Thessaloniki, Tivat, Tokyo–Narita, Tomsk, Tyumen, Ufa, Ulaanbaatar, Valencia, Venice–Marco Polo, Verona (bắt đầu từ ngày 1 tháng 7, 2018), Viên, Vilnius, Voronezh, Vladivostok, Volgograd, Warsaw–Chopin, Washington–Dulles, Yakutsk, Yekaterinburg, Yerevan, Yuzhno–Sakhalinsk, Zagreb, Zürich Theo mùa: Gelendzhik, Heraklion, Split |
| Air Algérie              | Algiers |
| Air Arabia               | Sharjah |
| Air Astana               | Almaty, Astana, Atyrau |
| Air China                | Thủ đô-Bắc Kinh |
| Air France               | Paris–Charles de Gaulle |
| Air Malta                | Malta |
| Air Serbia               | Belgrade |
| airBaltic                | Riga |
| Alitalia                 | Rome–Fiumicino Theo mùa: Catania, Palermo |
| Ariana Afghan Airlines   | Kabul |
| AtlasGlobal              | Atatürk–Istanbul Thuê chuyến theo mùa: Dalaman |
| Azur Air                 | Thuê chuyến theo mùa: Antalya |
| Beijing Capital Airlines | Thanh Đảo |
| Bulgaria Air             | Sofia Theo mùa: Burgas, Varna |
| China Eastern Airlines   | Phố Đông-Thượng Hải, Tây An |
| China Southern Airlines  | Quảng Châu, Lan Châu, Thâm Quyến, Vũ Hán, Ürümqi |
| Cobalt Air               | Larnaca |
| Czech Airlines           | Karlovy Vary, Prague |
| Ellinair                 | Thessaloniki Theo mùa: Athens, Chania, Corfu, Kavala, Rhodes (bắt đầu từ ngày 30 tháng 5 năm 2018) |
| Finnair                  | Helsinki |
| flydubai                 | Quốc tế-Dubai |
| Hainan Airlines          | Thủ đô-Bắc Kinh |
| KLM                      | Amsterdam |
| Iran Air                 | Tehran–Imam Khomeini |
| Korean Air               | Seoul–Incheon |
| LOT Polish Airlines      | Warsaw–Chopin |
| MIAT Mongolian Airlines  | Berlin–Tegel, Ulaanbaatar |
| Nordwind Airlines        | Bangkok–Suvarnabhumi, thành phố Hồ Chí Minh Thuê chuyến theo mùa: Aqaba, Bangkok–Suvarnabhumi, Cancún, Cheboksary, Cayo Coco, Goa, Djerba, Eilat–Ovda, Heraklion, thành phố Hồ Chí Minh, Larnaca, Monastir, Nha Trang (Cam Ranh), Phuket, Puerta Plata, Tehran–Imam Khomeini, Punta Cana, Sharjah, Varadero, Yerevan, Zanzibar |
| Onur Air                 | Theo mùa: Antalya |
| Pegas Fly                | Blagoveshchensk, Khabarovsk, Krasnoyarsk–Yemelyanovo, Magadan, Saint Petersburg |
| Qeshm Airlines           | Theo mùa: Tehran–Imam Khomeini |
| RoyalFlight              | Thuê chuyến theo mùa: Agadir, Antalya, Barcelona, Colombo, Denpasar/Bali, Dubai–Al Maktoum, Goa–Dabolim, Ma Cao, Nha Trang, Phuket, Phú Quốc, Ras Al Khaimah |
| Severstal Air            | Cherepovets |
| Sichuan Airlines         | Thành Đô |
| SmartWings               | Prague |
| Taban Air                | Theo mùa: Tehran–Imam Khomeini |
| Tianjin Airlines         | Trùng Khánh, Thiên Tân |
| Ural Airlines            | Simferopol, Sochi, Yekaterinburg |
| Zagros Airlines          | Theo mùa: Isfahan |
| Vietnam Airlines         | Hà Nội |
| VietJet Air              | Hà Nội, Nha Trang (Quý 3/2022) |

### Hàng hóa
| Hãng hàng không         | Các điểm đến |
| ----------------------- | --- |
| AirBridgeCargo Airlines | Amsterdam, Anchorage, Atyrau, Thủ đô-Bắc Kinh, Thành Đô, Chicago–O'Hare, Frankfurt, Hahn, Helsinki, Hồng Kông, Jakarta–Soekarno–Hatta, Leipzig/Halle, London–Heathrow, Los Angeles, Milan–Malpensa, Paris–Charles de Gaulle, Phnom Penh, Seoul–Incheon, Phố Đông-Thượng Hải, Singapore, Đài Bắc, Tokyo–Narita, Zaragoza, Trịnh Châu |
| Air Koryo               | Bình Nhưỡng |
| ASL Airlines Belgium    | Liège |
| Korean Air Cargo        | Frankfurt, Seoul–Incheon |
| Lufthansa Cargo         | Frankfurt, Seoul–Incheon, Tokyo–Narita |
| Silk Way Airlines       | Baku, Maastricht/Aachen |